# Alfred Bansard des Bois
Pour les articles homonymes, voir Bansard.
Alfred Bansard des Bois est un député, né le 29 avril 1848 à Rémalard (Orne) et décédé le 26 septembre 1920 à Bellême (Orne). 
Il fut l'ami et le confident du jeune Octave Mirbeau, dont les lettres de jeunesse, adressées à Alfred Bansard entre 1862 et 1874, ont été publiées en 1989 par Pierre Michel, aux Éditions du Limon, avant d'être recueillies en 2003 dans le tome I de sa Correspondance générale.

## Biographie
Député de l'Orne
- de 1881 à 1885
- de 1893 à 1914

Il appartint quelque temps à l’administration des contributions directes, qu’il quitta, après avoir recueilli un héritage, pour se consacrer à la politique jusqu’en 1914.

## Sources
- « Alfred Bansard des Bois », dans le Dictionnaire des parlementaires français (1889-1940), sous la direction de Jean Jolly, PUF, 1960 [détail de l’édition]